# 포드 토러스
포드 토러스(Ford Taurus)는 미국의 자동차 회사인 포드의 전륜구동 승용차다. 근본이 같았던 형제차로는 머큐리 세이블이 있었다.

## 개요
대한민국 수입차 시장에서는 꽤 오랫동안 판매되었던 수입 세단 중 하나로 형제차인 머큐리 세이블을 포함하여 무려 30년 동안 판매된 차종이다. 약간의 공백기인 파이브 헌드레드 시절을 제외하더라도 30년 가까이 판매되었다.

## 1세대

포드 토러스 정측면

1985년에 LTD의 후속 차종으로 선보였다. 포드는 토러스의 개발에 30억 달러의 예산을 투입했고, 경쟁 차종으로 겨냥한 토요타 캠리, 혼다 어코드, BMW 5 시리즈 등을 분해하여 연구하기도 했다. 에어로 다이내믹한 디자인 덕분에 공기 저항 계수(Cd)는 세단은 0.26, 스테이션 왜건은 0.35를 기록했다. 혁신적인 디자인과 충실한 편의 사양, 벤치 시트 등 미국인의 취향을 파악해 미국과 캐나다에서는 기록적인 판매 대수를 보였다. 당시 포드는 토러스가 실패하면 파산 보호 신청을 해야할 만큼 극심한 경영난에 처했으나, 토러스의 흥행을 계기로 재정난을 극복했다. 2.5ℓ 엔진과 V6 3.0ℓ 엔진, V6 3.8ℓ 엔진이 장착됐다. 당시 포드의 브랜드 중 하나인 머큐리에서는 토러스의 형제차로 머큐리 세이블을 출시했으며, 휠을 포함한 전반적인 디자인이 토러스와 비슷했다. 기아자동차에서 1989년에 세이블을 OEM 수입해 판매하며, 대한민국에서도 토러스 및 세이블이 알려졌다.

## 2세대

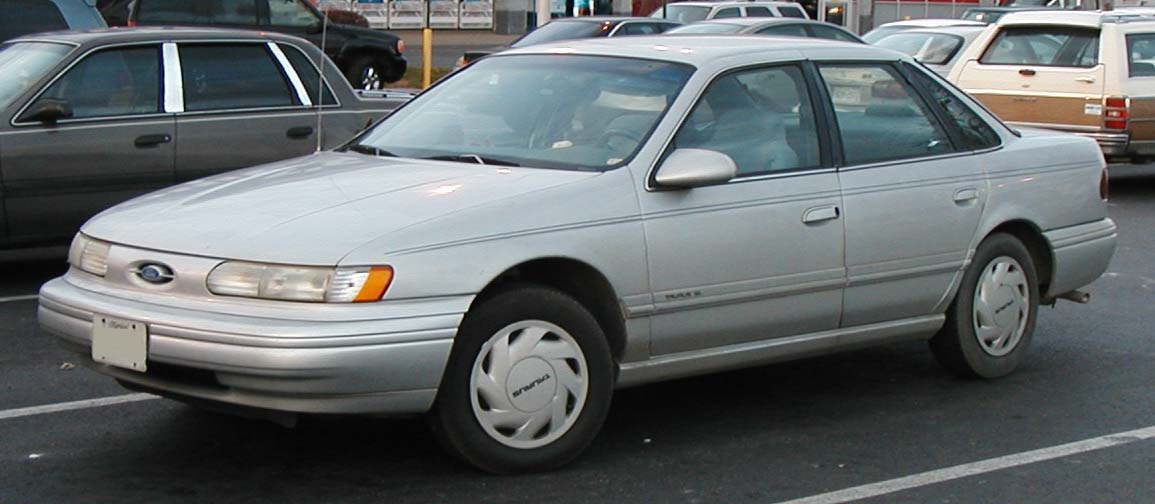
포드 토러스 정측면

1992년에 출시되었다. 기존 2.5ℓ 엔진이 삭제되고, V6 3.0ℓ 엔진과 V6 3.8ℓ 엔진만 남았다. 또한 2세대부터는 수동변속기가 삭제되어 자동변속기만 남았다. 1세대 토러스의 풀 모델 체인지가 아닌 마이너 체인지를 거쳐 기존과 비슷한 인상을 준다. 동급 최초로 조수석 에어백이 적용되었고, 여전히 높은 인기를 구가했다.

## 3세대

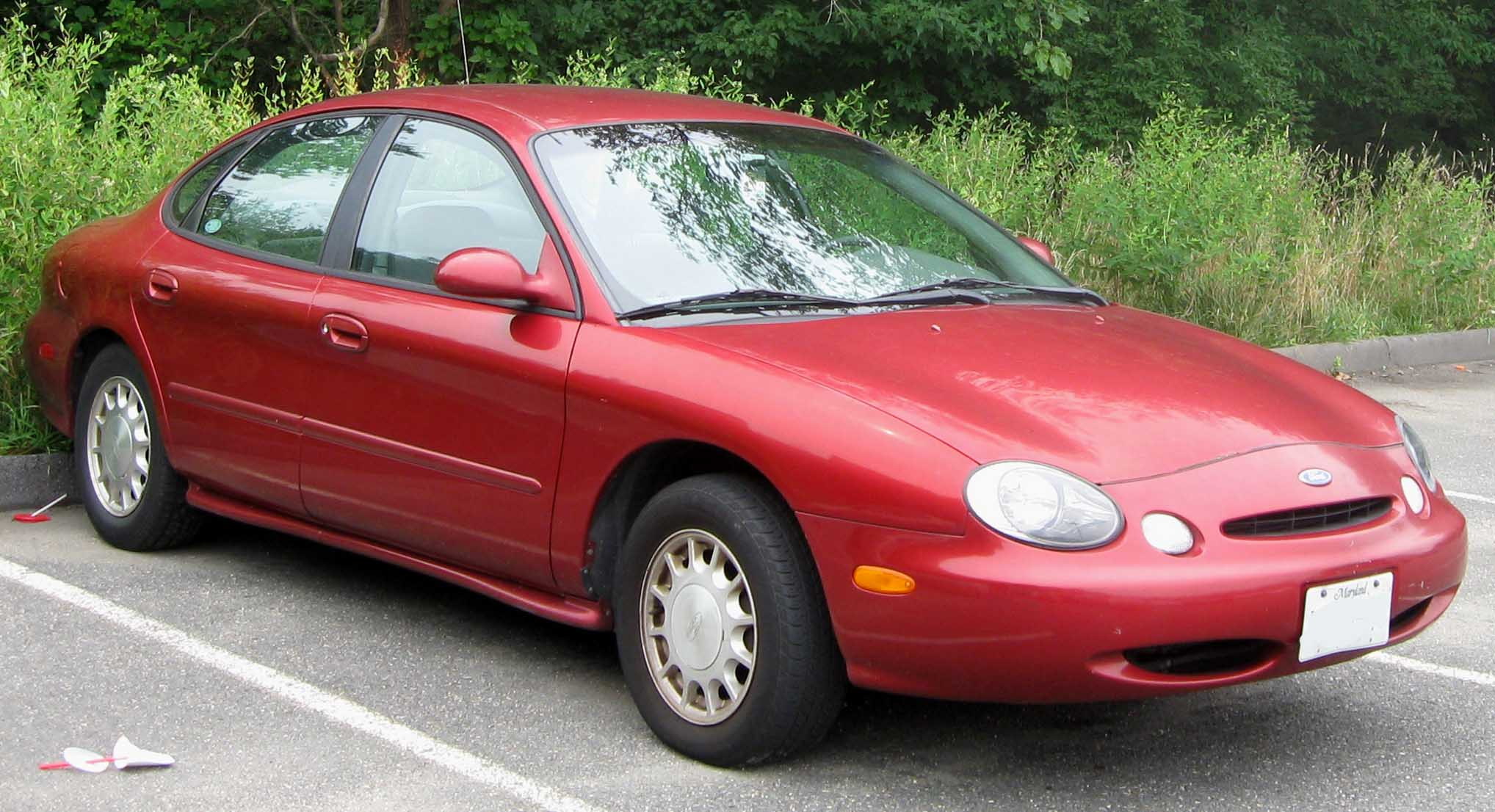
포드 토러스(내수형) 정측면

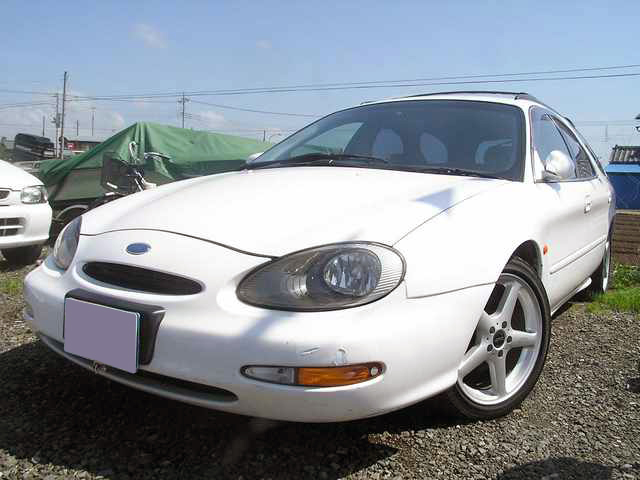
포드 토러스 왜건(외수형) 정측면

1996년에 출시되어 변화를 거쳐 타원형을 쓴 파격적인 디자인으로 완성되었다. 그러나 평이 좋지 않아 북아메리카에서는 해당 세그먼트의 판매 1위 자리를 혼다 어코드, 토요타 캠리에게 넘기기도 했다. V6 3.0ℓ 엔진만 남았다. 미국 사양과 아시아 사양 및 오세아니아 사양은 헤드 램프와 프론트 범퍼 디자인에 차이가 있는데, 4등식 앞 라이트를 장착했던 미국 사양과 달리 프런트 마스크를 3세대 세이블과 비슷하게 했기 때문이다.
1996년에 포드가 대한민국 법인을 세운 후 3세대부터 토러스가 공식 수입되기 시작했다. 기아자동차를 통해 판매했던 형제차 세이블은 2세대를 마지막으로 수입을 중단하고, 형제차인 토러스로 대체했지만 전술했듯이 4등식 앞 라이트가 장착된 북미형과 달리 3세대 세이블의 앞모습이 3세대 토러스의 대한민국 판매분에 적용됐다.

## 4세대

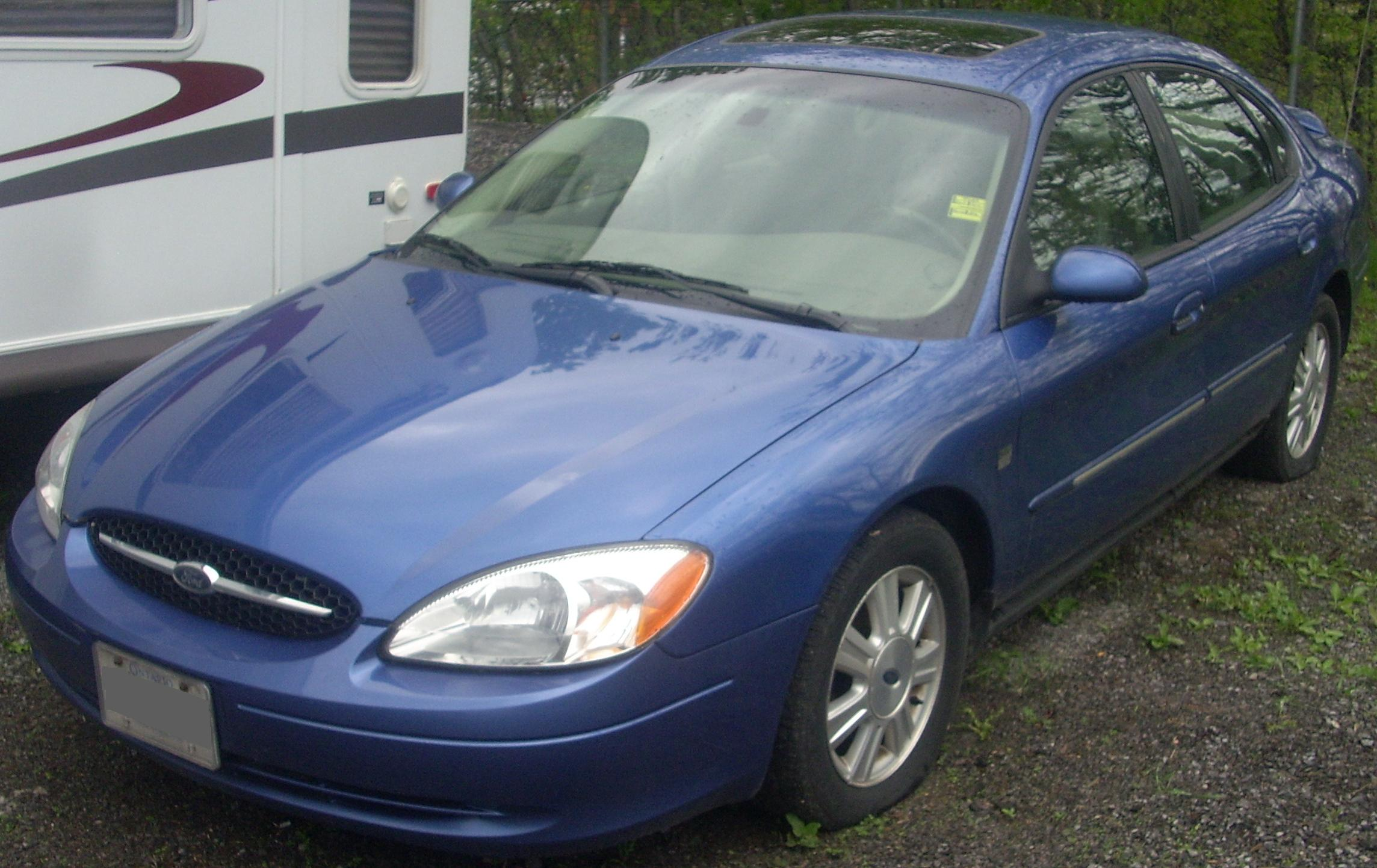
포드 토러스 정측면

2000년에 출시된 4세대는 3세대의 마이너 체인지 차종으로, 디자인에 타원형을 배제하는 등 큰 폭으로 바뀌었다. 그러나 전체적으로 보수적인 디자인이 된 것은 몰개성하다는 역효과를 초래했다. 2004년에 생산이 중단되고, 2007년까지 재고차량을 계속 판매했다. 후속 차종인 파이브 헌드레드가 출시되어 토러스의 역사는 끊기는 듯했다. 대한민국에서는 2002년~2003년 사이에 고속도로 순찰대에 배치한 차종으로도 유명하다. 1세대가 출시되었을 때와 비교하면 너무 커져 버린 4세대 토러스를 대신해 일본산 중형차에 도전장을 던진 건 2005년에 출시된 퓨전이다.

## 5세대

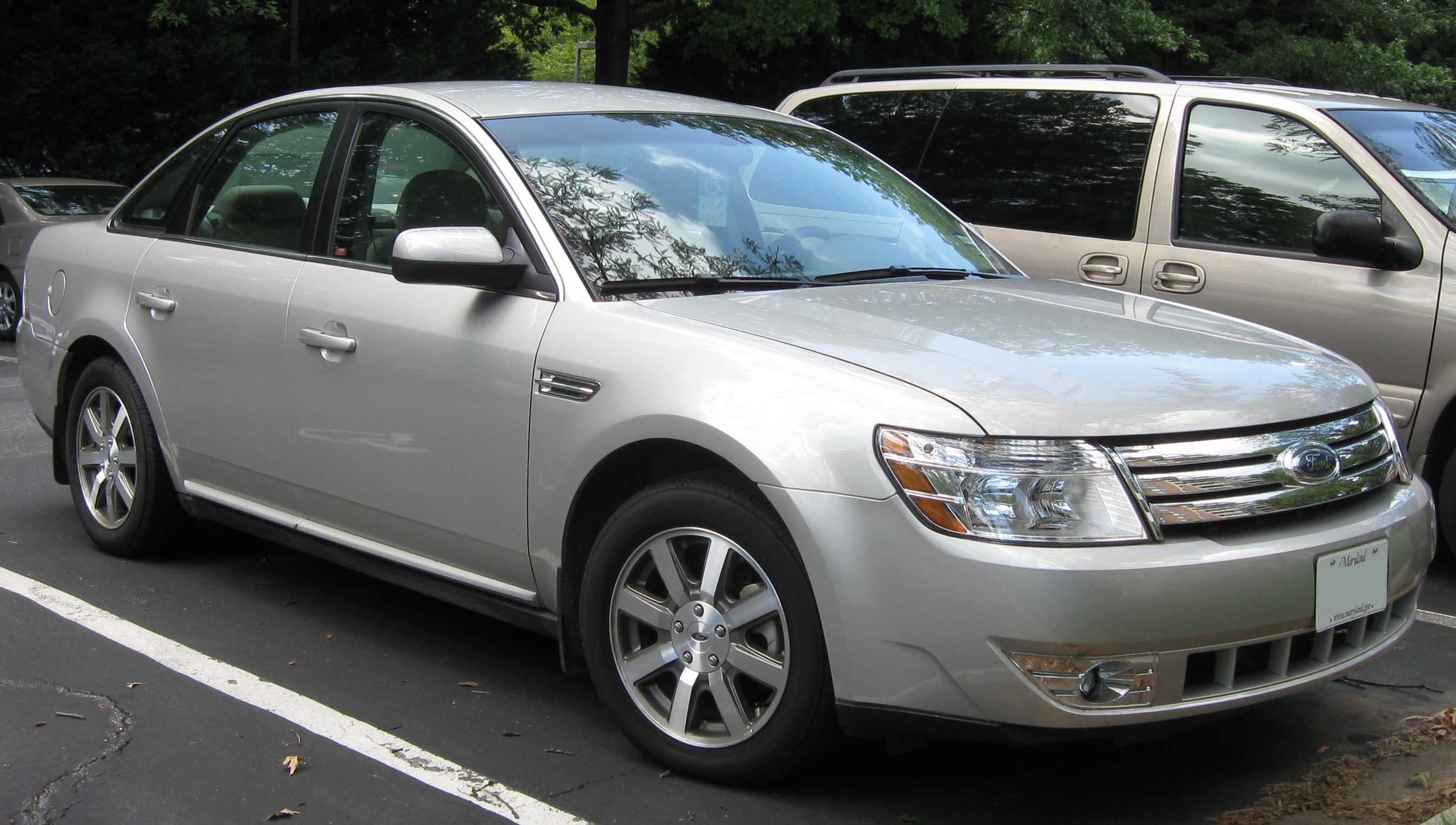
포드 토러스 정측면

파이브 헌드레드의 페이스리프트 차종으로, 2007년에 차명이 토러스로 부활했다. 기존 파이브 헌드레드가 준대형차였기에, 5세대 역시 준대형차로 분류되기 시작했다. 파이브 헌드레드 및 프리스타일부터 달리기 시작했던 CVT는 삭제되고, 6단 자동변속기로 교체되었다. 206마력의 V6 3.0ℓ 엔진에서 268마력의 V6 3.5ℓ 엔진으로 교체됐다. 파이브 헌드레드처럼 4륜구동도 선택할 수 있었다. 퓨전에서부터 시작된 new face of Ford로 불리는 3개의 수평형 라인이 들어간 디자인의 라디에이터 그릴이 적용되어 통일성을 이뤘고, 소프트해진 서스펜션과 높아진 정숙성 등이 개선되었다. 하지만 포드가 브랜드를 정리하기 시작해 머큐리 브랜드를 폐기함에 따라 형제차였던 세이블은 2009년에 단종되었다.

## 6세대

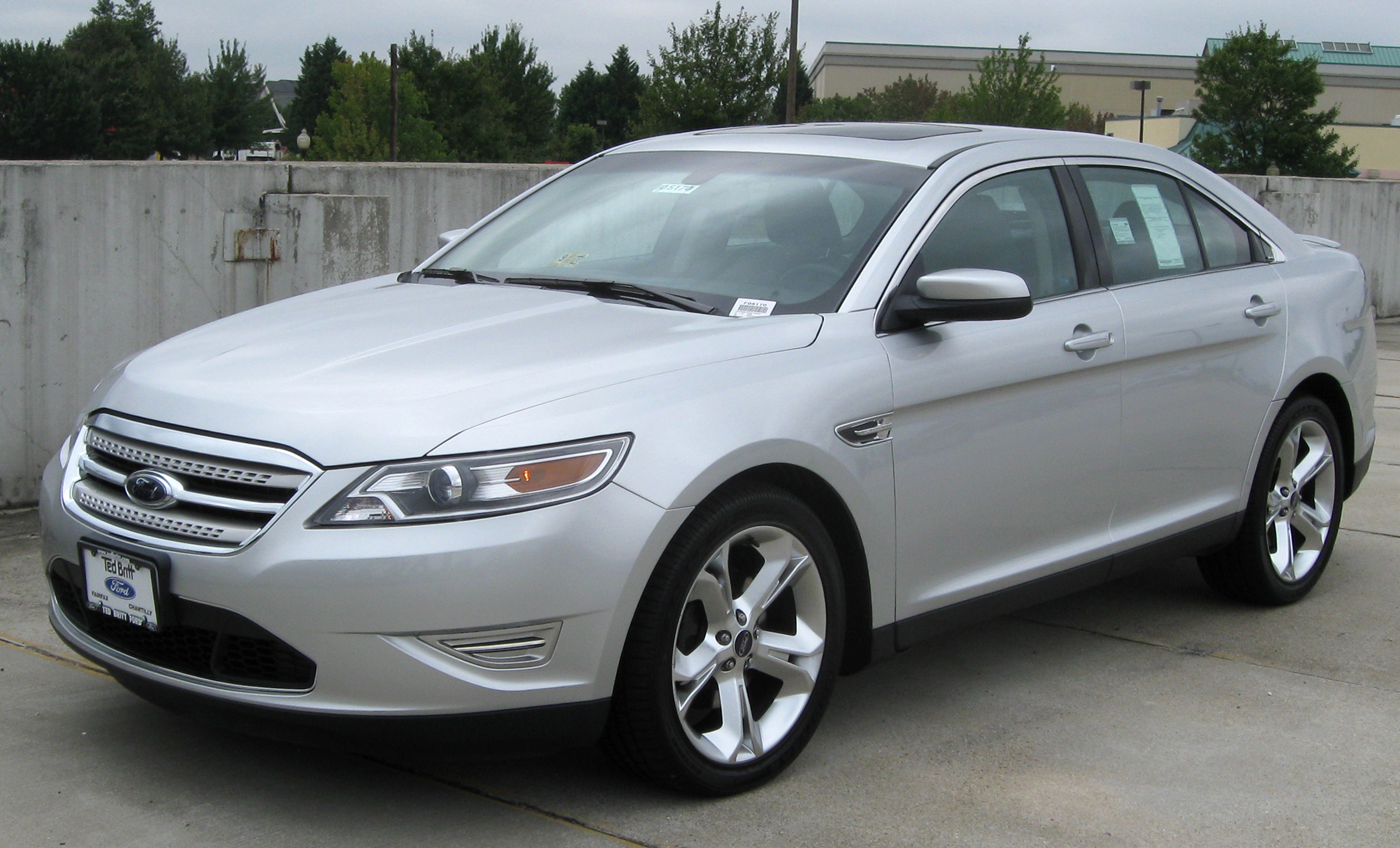
포드 토러스(전기형) 정측면

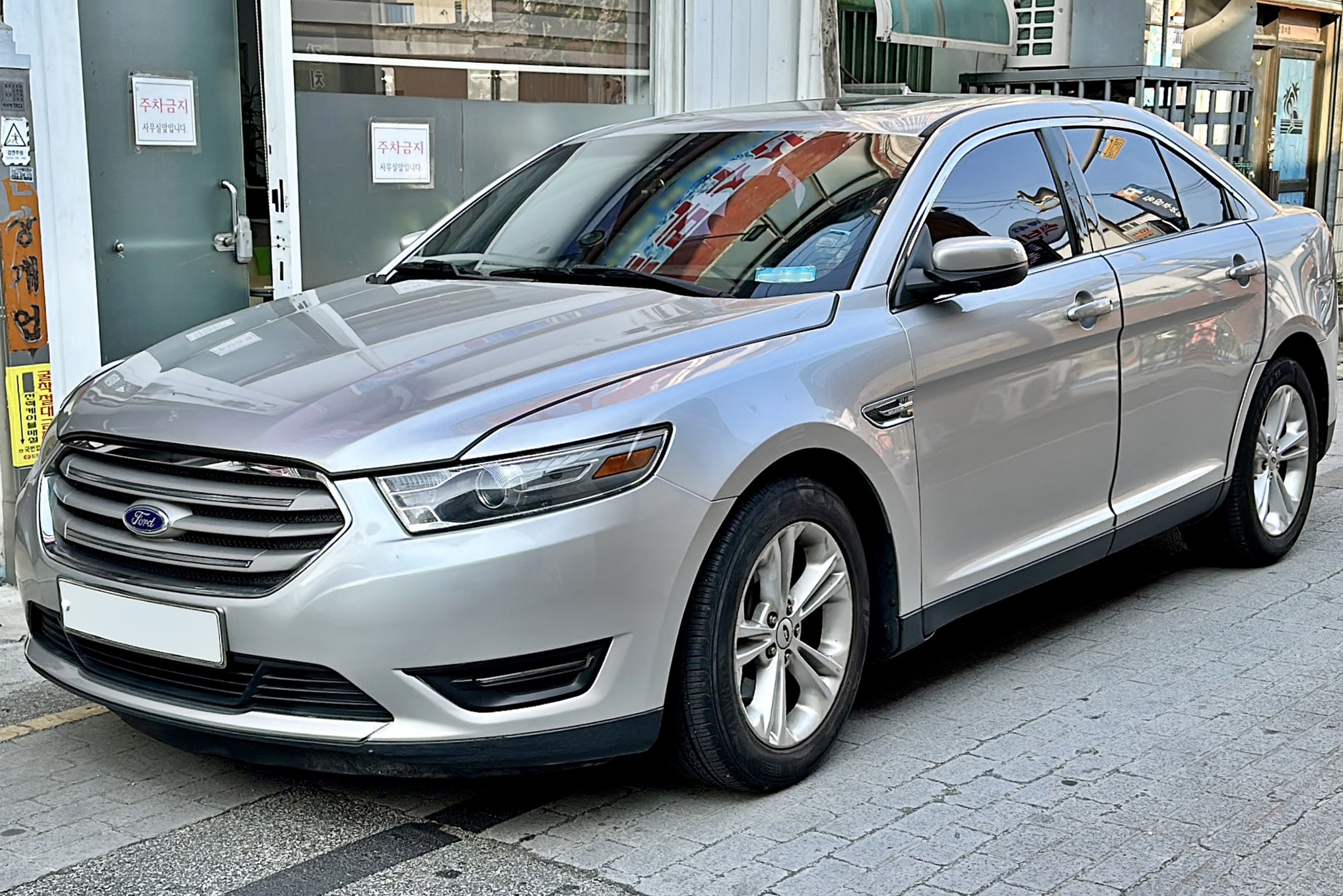
포드 토러스(후기형) 정측면

방황했던 5세대 모델을 거쳐 2009년에 6세대 토러스가 5세대 토러스와 크라운 빅토리아의 통합 후속 차종으로 출시되었다. 초기에는 V6 3.5ℓ DOHC 자연흡기 엔진이 먼저 출시되었고. 1999년에 잠시 생산이 중단되었다가 부활한 고성능 트림인 SHO(Super High Output)에는 370마력 V6 3.5ℓ 에코부스트 가솔린 트윈터보 엔진과 4륜구동이 적용되었다. 2012년에 페이스리프트를 거쳐 익스플로러에도 장착되는 243마력 직렬 4기통 2.0ℓ 에코부스트 가솔린 터보 엔진이 추가되었다. 디자인과 가격, 품질 등이 돋보여 1세대 토러스 이후 큰 주목을 받아 평가가 높았다. 폴리스 인터셉터는 6세대 토러스를 경찰차로 개조한 것이다.
대한민국에서는 택시로도 인기가 많아서, 수입 세단들 중 택시로 가장 많이 이용됐다. V6 3.5리터 DOHC 자연흡기 사양을 LPG로 개조해서 영업용으로 많이 이용했으며, 주로 모범택시로 이용했고 일반택시로도 간간히 이용됐다.
2018년 4월 25일에 북아메리카 내에서 엔트리급 대형 세단 시장이 축소되고, SUV 시장의 확대로 인해 포드가 승용 시장을 철수하고 SUV(트럭) 및 밴 생산에 주력하기로 결정하면서 2019년 3월 6일에 후속 차종 없이 단종됐다. 동시에 대한민국 판매도 종료됐다.

## 7세대

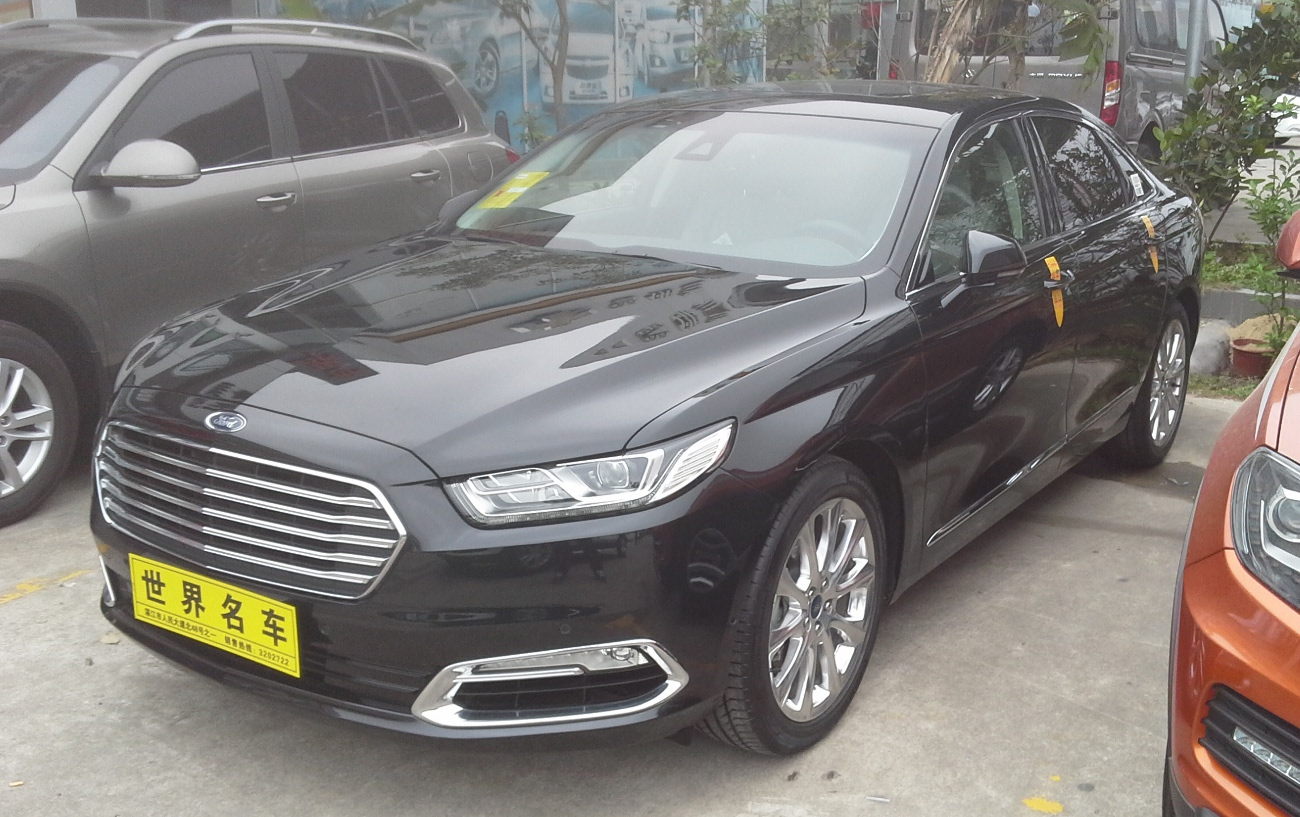
포드 토러스 정측면

2015년 4월에 상하이 오토쇼에서 공개되었다. 역대 토러스 최초로 중국에서도 생산되며, 충칭에 있는 창안 포드 현지공장에서 생산했다. 중국 전략 차종으로 개발되어서 미국에서는 판매하지 않았으며, 출시 초기에는 중국에서만 판매되었으나 이후 중동 시장으로도 수출되었다. 2019년에 페이스리프트를 거쳤으며, 2022년에 단종되었다.

## 8세대
2022년부터 포드 몬데오의 중동 시장용 명칭으로 사용되며, 중국산 모델을 수입하여 판매한다.

## 같이 보기
- 머큐리 세이블